# Sidonie (přírodní rezervace)
Sidonie je přírodní rezervace vyhlášená 12. července 1984 na ploše 13,06 ha. Nachází se asi 500 metrů západně od Sidonie v okrese Zlín ve Zlínském kraji, v Bílých Karpatech na svazích vrchu Pyrtě v nadmořské výšce 450–550 metrů. Správu rezervace zajišťuje Agentura ochrany přírody a krajiny České republiky.

## Předmět ochrany
Předmětem ochrany je 200 let starý (v roce 2016) přírodě blízký bukový les (Fagus sylvatica) a výskyt chráněných druhů rostlin a živočichů. Jedná se o karpatskou bučinu asociace Asperulo-Fagetum .
Plochu rezervace ze 100 % pokrývá porost buku lesního. Nejvyšší buk je vysoký 48 metrů. V minulosti zde probíhala jen probírková těžba, od vyhlášení je rezervace ponechána bez zásahů.

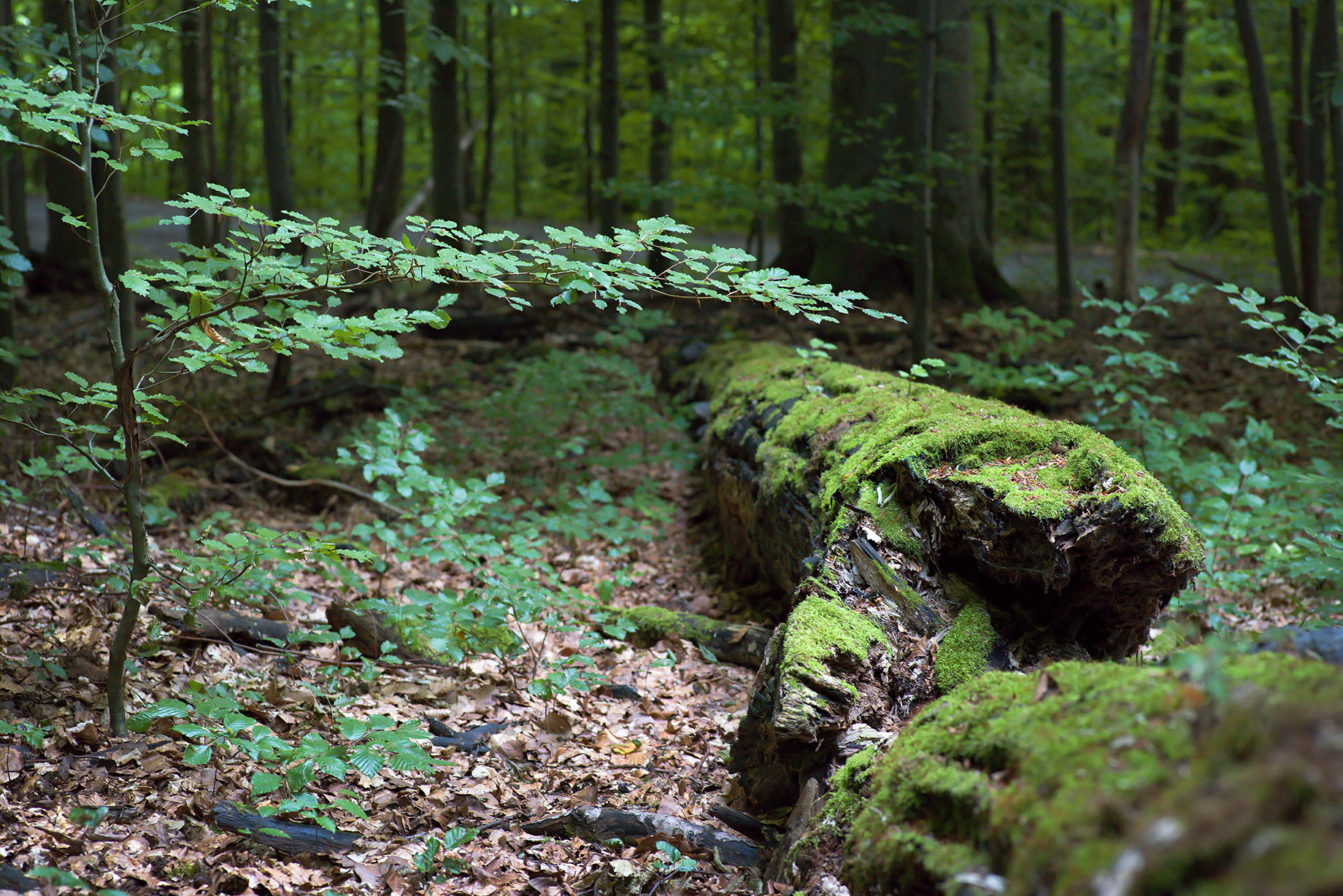
Tlející buk v přírodní rezervaci Sidonie

## Chráněné rostliny
- lilie zlatohlavá (Lilium martagon L.) [ohrožený druh]
- vemeník dvoulistý (Platanthera bifolia (L.) Rich.) [ohrožený druh]
- okrotice červená (Cephalanthera rubra (L.) Rich.) [silně ohrožený druh]
- okrotice dlouholistá (Cephalanthera longifolia (L.) Fritsch) [ohrožený druh]

## Chráněné houby
- pavučinec plyšový (Cortinarius orellanus Fr.) [ohrožený druh]
- penízovka páchnoucí (Lyophyllum rancidum (Fr.) Singer) [téměř ohrožený druh]

## Chránění živočichové
- bělopásek dvouřadý (Limenitis camilla L.) [ohrožený druh]
- batolec duhový (Apatura iris L.) [ohrožený druh]
- střevlík Scheidlerův (Carabus scheidleri Panzer) [ohrožený druh]
- střevlík hrbolatý (Carabus variolosus Fabricius) [silně ohrožený druh]
- lesák rumělkový (Cucujus cinnaberinus Scopoli) [silně ohrožený druh]
- brouk (Derodontus macularis Fuss, 1850) [kriticky ohrožený druh] [3]
- brouk (Philothermus evanescens Reitter, 1876) [kriticky ohrožený druh] [3]
- dřevomil (Hylis cariniceps Reitter, 1902) [kriticky ohrožený druh] [3]
- kovařík (Crepidophorus mutilatus Rosenhauer, 1847) [kriticky ohrožený druh] [3]
- kovařík rezavý (Elater ferrugineus Linnaeus, 1758) [silně ohrožený druh] [3]
- rýhovec pralesní (Rhysodes sulcatus Fabricius, 1787) [kriticky ohrožený druh] [3]
- širokáč hnědý (Platydema dejeani Laporte de Castelnau & Brullé, 1831) [kriticky ohrožený druh] [3]
- vřetenka šedivá (Bulgarica cana Held, 1836) [ohrožený druh] [3]
- mlok skvrnitý (Salamandra salamandra L.) [silně ohrožený druh]
- kuňka žlutobřichá (Bombina variegata Linnaeus, 1758) [silně ohrožený druh] [3]
- ropucha obecná (Bufo bufo Linnaeus, 1758) [ohrožený druh] [3]
- holub doupňák (Columba oenas L.) [silně ohrožený druh]
- strakapoud bělohřbetý (Dendrocopos leucotos Bechstein) [silně ohrožený druh]
- datel černý (Dryocopus martius L.) [málo dotčený]
- lejsek bělokrký (Ficedula albicollis Temminck) [téměř ohrožený druh]
- lejsek malý (Ficedula parva Bechstein, 1792) [silně ohrožený, zranitelný druh] [3]
- čáp černý (Ciconia nigra L.) [málo dotčený]
- sýc rousný (Aegolius funereus Linnaeus, 1758) (silně ohrožený druh] [3]
- výr velký (Bubo bubo Linnaeus, 1758) [ohrožený druh] [3]
- ještěrka obecná (Lacerta agilis Linnaeus, 1758) [silně ohrožený druh] [3]
- užovka stromová (Zamenis longissimus Laurenti, 1768) [kriticky ohrožený druh] [3]
- plch velký (Glis glis Linnaeus, 1766) [ohrožený druh] [3]
- plšík lískový (Muscardinus avellanarius Linnaeus, 1758) [silně ohrožený druh] [3]

## Překryv s jinými chráněnými území
Území rezervace se nachází v CHKO Bílé Karpaty a je částí evropsky významné lokality Vlárský průsmyk vyhlášené 15. dubna 2005 na ploše 3172,6 ha.

## Ohrožení
Územím přírodní rezervace prochází asfaltová lesní cesta.